# Verrières (Ardennes)
Verrières ist eine französische Gemeinde mit 33 Einwohnern (Stand 1. Januar 2022) im Département Ardennes in der Region Grand Est (vor 2016 Champagne-Ardenne). Sie gehört zum Arrondissement Vouziers, zum Kanton Vouziers und zum Gemeindeverband Argonne Ardennaise.

## Geografie
Sie Gemeinde Verrières liegt 20 Kilometer nordöstlich von Vouziers. Umgeben wird Verrières von den Nachbargemeinden Sy im Norden, Oches im Nordosten, Saint-Pierremont im Südosten sowie Brieulles-sur-Bar im Süden und Westen.

## Bevölkerungsentwicklung
| Jahr                       | 1962 | 1968 | 1975 | 1982 | 1990 | 1999 | 2007 | 2019 |
| Einwohner                  | 69   | 60   | 51   | 40   | 31   | 31   | 35   | 31   |
| Quellen: Cassini und INSEE |      |      |      |      |      |      |      |      |

## Sehenswürdigkeiten

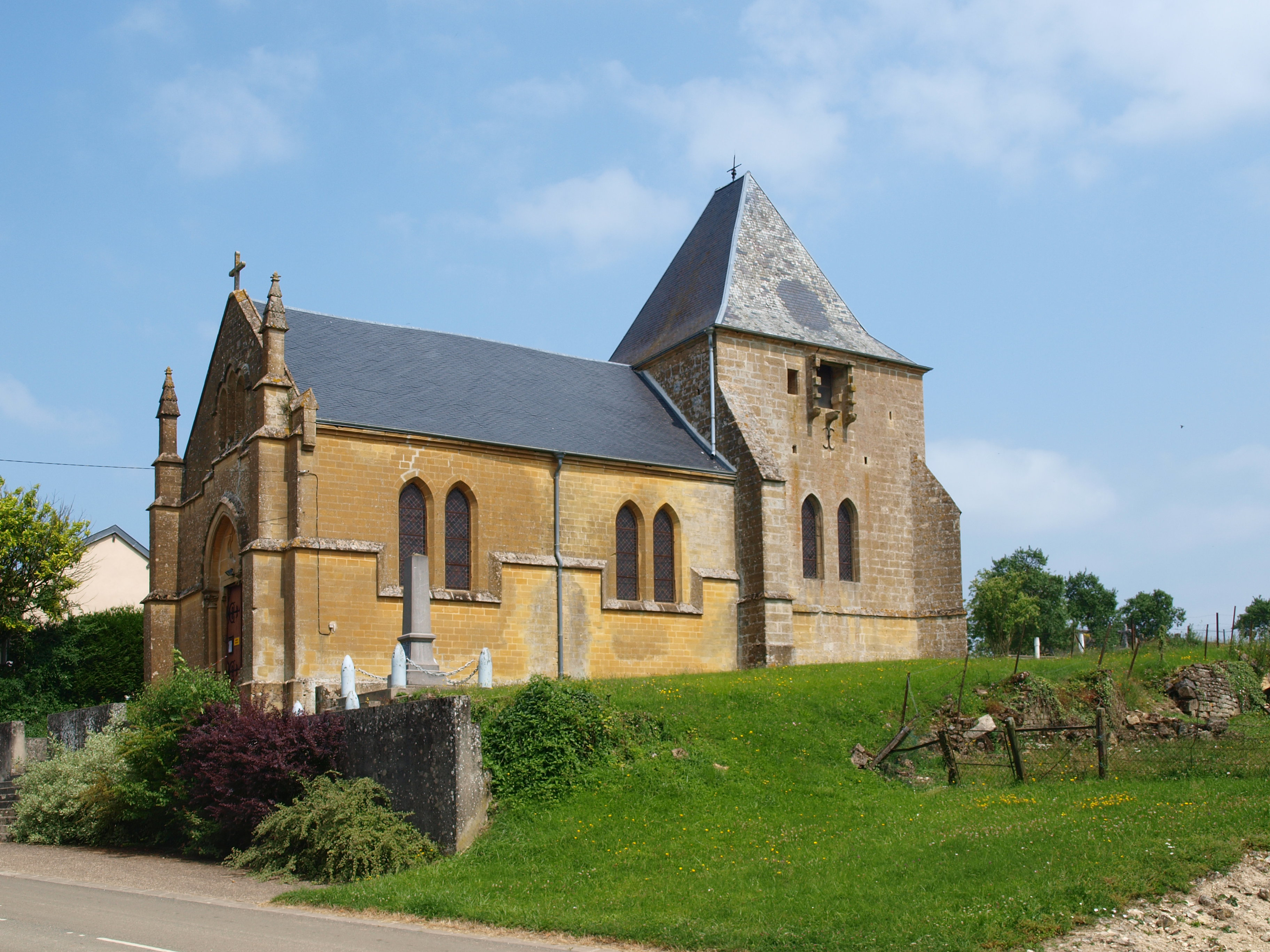
Kirche Saint-Thomas

- Kirche Saint-Thomas